# Timon av Aten

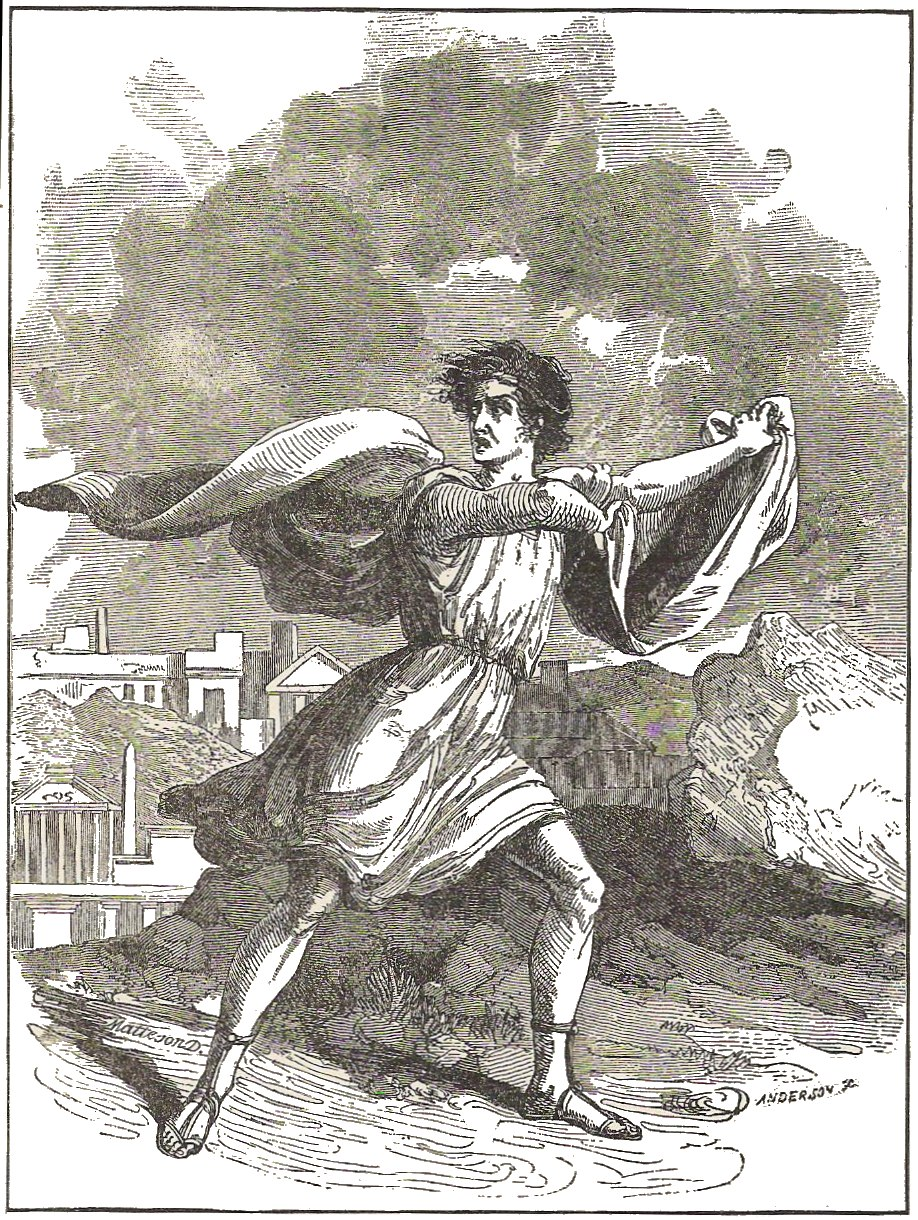
Illustration från Tales from Shakespeare, McLoughlin Bros., 1890

Timon av Aten (originaltitel The Life of Timon of Athens) är en pjäs av William Shakespeare om en atensk man som avskyr mänskligheten. Oftast betecknas den som en tragedi, inspirerad av historiska händelser. Skådespelet är ett av Shakespeares minst spelade, därtill ett av hans mest svårtolkade och svårspelade.
Pjäsen kan bara dateras gissningsvis genom jämförelse med andra Shakespearepjäser. Shakespeares främsta källor anses vara Plutarkos och Lukianos. Dramat handlar om den rike atenaren Timon som utnyttjas av sina falska vänner och i bitterhet drar sig tillbaka till ödemarken där han förbannar mänskligheten. Till formen är pjäsen motsägelsefull och bitvis osammanhängande som om den inte var färdigskriven. Den har en satirisk underton. Ett centralt tema i pjäsen, som kan ges skilda läsarter, är att man inte kan köpa sig vänskap.

## Tillkomsthistoria

### Datering
Det finns få ledtrådar som kan ge någon vägledning om pjäsens tillkomsttid. Det har utvecklat sig en tradition som på grundval av tendens och eventuellt källmaterial vill placera pjäsen i samma period som Kung Lear, Antonius och Cleopatra och Coriolanus, alltså mellan 1604 och 1609. De som vill datera texten till 1604-1605 utgår från motivlikheten med Kung Lear, bland annat har framförts att Timon från Aten skulle kunna vara en förstudie till Kung Lear. De som vill datera texten till senare utgår från att Shakespeare använt Plutarkos som källa även för Antonius och Cleopatra samt Coriolanus. Mot det talar att Shakespeare hade Plutarkos som källa redan för Julius Caesar som hade premiär redan 1599. Pjäsen trycktes första gången i First Folio, utan aktindelning. Detta tyder på att den tillkom före mitten av 1608, då Shakespeares teatergrupp The King's Men började använda Blackfriars Theatre. Eftersom det är en inomhusscen, så krävde den skådespel indelade i akter för att kunna byta ut ljusen i salongen.

### Pjäsens källor
Källor som Shakespeare kan ha använt vid skrivandet är bland andra Lukianos dialog om misantropen Timon (som fanns tillgänglig på latin, franska och italienska), William Painters (ca 1540-1595) Palace of Pleasure från 1566, och - framförallt - Plutarkos biografier över Alkibiades och Marcus Antonius i Bíoi Parállēloi som sedan 1579 förelåg i engelsk översättning av Thomas North, grundad på en fransk version av Jacques Amyot. Det är den historiske atenaren Timon som Lukianos skriver om i sin dialog och som således kan vara förebilden till Timongestalten. Timon levde mot slutet av 5:e århundradet fvt samtidigt som Sokrates.
I Marcus Antonius-biografin finns berättelsen om den historiske misantropen Timon av Aten kortfattat återgiven. Därifrån har Shakespeare hämtat Timons gravskrift (epitafium), historien om Timons fikonträd där atenarna får hänga sig och Timons ensliga gravplats, omfluten av havet. För övrigt har Shakespeare förhållit sig fritt till dessa eventuella källor, men det finns detaljer som liknar Lukianos framställning.
Från Lukianos torde Shakespeare ha hämtat de centrala omständigheterna kring att Timon var en rik och lycklig man vars förmögenhet förslösades av svekfulla vänner liksom kring Timons liv i ödemarken. Hos Lukianos finns även detaljer som att Timon liknar sina tidigare vänner vid djurmetaforer. Om Lukianos inte var tillgänglig i original för Shakespeare bör han ha fått kännedom om texten genom andrahandskällor.
Det finns även inslag som pekar mot att Shakespeare känt till Michel de Montaignes essä Of Democritus and Heraclitus från mellan 1580 och 1595, där Timon-stoffet ägnas viss uppmärksamhet, liksom John Lylys pjäs Campaspe framförd 1582. Andra källor för Timonmotivet kan vara Matteo Maria Boiardos drama Timone från omkring 1487 som också bygger på Lukianos.
Man har även hittat likheter mellan Shakespeares verk och den anonymt författade, engelska farsen Timon (ca 1580–1610). Till exempel återfinns låtsasbanketten med varmvatten där. Möjligt är emellertid att farsen tillkom efter Shakespeares text. Om den skrevs före är det tänkbart att båda verken lånar element från en förlorad skrift av Lukianos.

### Tryckningar och text

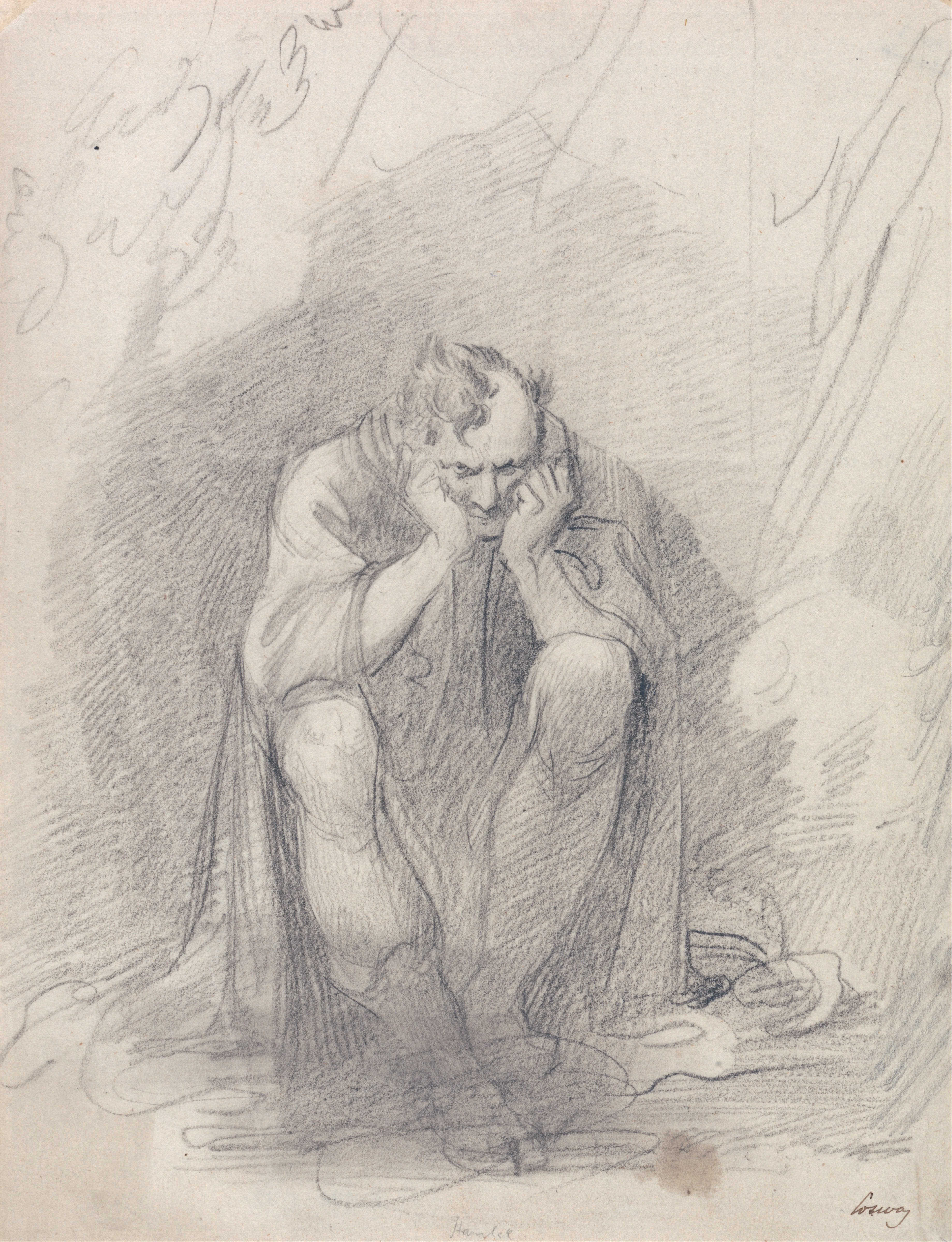
Timon framför sin grotta. Teckning av Richard Cosway från omkring 1805.

Timon av Aten låg opublicerad fram till att den inkluderades i First Folio 1623 som sammanställdes av Shakespeares skådespelarkollegor John Heminges och Henry Condell och publicerades av Edward Blount och Isaac Jaggard.

#### Frågan om upphovsmannaskap
Till följd av styckets ofullbordade, splittrade och motsägelsefulla karaktär både ifråga om dramatisk struktur och stilnivåer, förekom tidigare livliga diskussioner om ifall Shakespeare skulle ses som ensam upphovsman eller inte. Generellt ansågs då att Shakespeare var upphovsman till de dramatiskt, estetiskt och verstekniskt mer avancerade partierna och att någon annan kunde ha skrivit resten. Dessa diskussioner anses sedan länge som föråldrade och har i allmänhet övergivits. Istället har diskussionen kommit att handla om i vilken grad pjäsen skall kunna ses som fullbordad eller som ett ofärdigt utkast.
Angående en eventuell samarbetspartners identitet har den engelska dramatikern Thomas Middleton lyfts som förslag. Utförliga studier som vissa litteraturvetare har gjort av pjäsens språk, svordomar, stavning, ordförråd och närbesläktade detaljer, visar att delarna som Middleton kan ha skrivit är bland annat akt I, första scenen, och akt III. Dessa episoder fokuserar på det förrädiska beteendet hos Timons långivare, men innehåller även eleganta tal av Alcibiades och Apemantus.
Oavsett om pjäsen blev till i ett samarbete, eller om den är en omstrukturerad version av ett tidigare arbete, enas man om att det mesta i verket är skrivet av Shakespeare själv. Dessutom anser majoriteten att pjäsen verkligen är ofärdig. Vissa avsnitt är rena utkast, där man kan se hur författaren har filat på den för Shakespeare sedvanliga blankversen men inte färdigställt den, vilket resulterar i att texten inte alltid följer versmåttets rytm (se till exempel akt I, andra scenen på originalspråket). Shakespeare har alltså inte polerat Timon av Aten till sin normalt höga standard innan arbetet avslutades.
Andra nämnvärda teorier om hur Timon av Atens problem kom till stånd förutom de två redovisade är att den antingen blev oskickligt redigerad av ett teaterbolag, eller att Shakespeare kände sig uttråkad över att behöva skriva ytterligare en tragedi och därför hastade genom skrivprocessen.

## Handling

### Rollfigurer
Efter Åke Ohlmarks.
| - Timon; en atensk ädling - Lucius, Lucullus, Sempronius; höga herrar, hans smickrare - Ventidius; en av Timons falska vänner - Alcibiades; atensk hövitsman - Apemantus; vresig filosof - Flavius; Timons hovmästare | - En poet, en målare, en juvelerare, en köpman, en gammal atenare - Flaminius, Lucilius, Servilius; Timons tjänare - Caphis, Philotus, Titus, Hortensius, andra; tjänare till Timons fordringsägare och de atenska ädlingarna - En page, en narr, tre främlingar - Phrynia, Timandra; Alcibiades' älskarinnor - Ädla herrar, senatorer, ämbetsmän, banditer, följesmän, etc. |

### Resumé

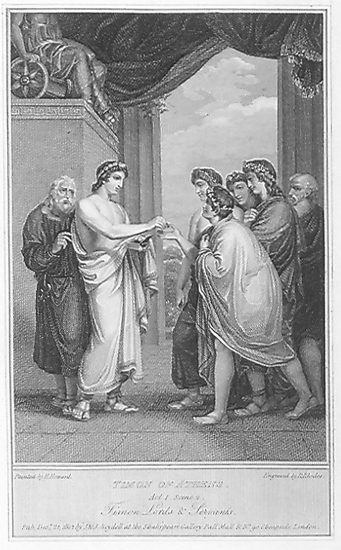
Timon slösar, akt 1, scen 2. Gravering av R. Rhodes efter en målning av Henry Howard.

Skådeplatsen är Aten och en skog i grannskapet.
Pjäsen skildrar hur en rik man i antikens Aten, Timon, slösar alldeles för frikostigt med sina tillgångar för att behaga vännerna omkring sig. När han hamnar djupt i skuld vägrar de som han tidigare har skämt bort att låna honom pengar. Timon förlorar förståndet och rymmer till en grotta i skogen. Där blir han allt mer hatisk mot det falska människosläktet. När han en dag letar efter mat hittar han guld nedgrävt i marken. Han skänker bort guldet till sin gamle vän Alcibiades, en general som är på väg till Aten för att erövra staden med sina trupper. Timon dör, Alcibiades segrar. Han straffar enbart sina egna fiender och dem som varit falska mot Timon. Därefter går han in i Aten med löfte om fred.

#### Akt I
Första scenen Det är bankett hemma hos den generöse adelsmannen Timon. Utanför jämför en poet, en målare och en juvelerare gåvorna som de tänker skänka till husets herre för vinna hans ekonomiska stöd. En köpman är med i diskussion. Timon får också besök av senatorerna. Poeten berättar för målaren att han har skapat en allegorisk dikt som ska varna Timon för rikedomens flyktighet. Timon ankommer och talar artigt med alla besökare. En budbärare informerar honom om att vännen Ventidius sitter i fängelse och är i behov av pengar till borgenssumman. Utan att tveka betalar Timon. En gammal atenare klagar på att Timons tjänare Lucullus uppvaktar hans dotter. Timon övertalar mannen att låta paret gifta sig, mot det att Timon betalar den förmögenhet som det eventuella bröllopet kostar. Han tar emot gåvorna från poeten, målaren och juveleraren. Därnäst gör Alcibiades och 20 av hans riddare entré, samt den cyniske filosofen Apemantus som anklagar samtliga gäster för att vara parasiter. Timon välkomnar nytillskotten och bjuder dem alla på middag.
Andra scenen Alla som är på Timons storartade fest äter och förlustar sig. Timon själv äter dock sparsamt, nöjd med att få vara omringad av sina vänner. Ventidius anländer. Han har fått en förmögenhet av sin far och erbjuder att betala tillbaka sin skuld till Timon, men denne vägrar att ta emot pengarna. Efter måltiden dansar alla. Timon överöser gästerna med juveler, varpå hans hovmästare Flavius klagar. Han anser Timon vara för frikostig och påpekar att rikemannen redan har börjat samla på sig skulder. Apemantus fortsätter att klandra de giriga gästerna som visserligen ger gåvor till Timon men får betydligt mer tillbaka. Timon försvarar dem emellertid med att var och en skulle komma till hans hjälp ifall han led nöd. Apemantus vägrar att ta emot några gåvor eftersom det vore en synd att uppmuntra rikemannens kärlek till smicker.

#### Akt II
Första scenen I ett annat hus ber senatorn som äger det sin tjänare Caphis att gå till Timon och kräva att han betalar sina skulder. Senatorn är orolig över att Timon snart inte kommer att ha nog med pengar för att återgälda honom och vill därför han ha tillbaka allting omedelbart.
Andra scenen Caphis anländer till Timons hus och kräver pengarna. Samtidigt inträder Varros och Isidors tjänare för att begära sina herrars pengar. Apemantus kritiserar dem grundligt. Timon garanterar att de ska få betalt av honom genom Flavius, men hovmästaren lyckas äntligen få Timon att inse hur fattig och djupt skuldsatt han har blivit. Till och med landägorna är intecknade. Timon låter sina tjänare Flaminius och Servilius gå till vännerna Lucius, Lucullus och Sempronius för att be om lån, sedan säger han till Flavius att besöka senatorerna. Flavius förklarar emellertid att han redan har varit hos dem, och att alla senatorer har förvägrat Timon pengar. Timon börjar bli orolig, men är fortfarande övertygad om att hans vänner kommer att rädda honom ur knipan eftersom han har bistått dem alla förut, särskilt Ventidius som dessutom är förmögen nu.

#### Akt III
Första scenen När Lucullus får besök av Flaminius tar han för givet att Timons tjänare har kommit för att skänka honom ytterligare gåvor. När Flaminius istället ber om 50 talenter å sin herres vägnar, ljuger Lucullus att han tidigare har varnat Timon för det utsvävande livet och nekar till lån. Han försöker muta Flaminius för att få tjänaren att säga till Timon att han inte lyckades hitta Lucullus. Flaminius kastar tillbaka mutan och förbannar Lucullus.
Andra scenen Lucius hör av tre främlingar om Timons situation och om hur Lucullus har betett sig. Han blir upprörd, och svär att han skulle ha lånat Timon pengarna. Men när Servilius ber Lucius om 5 500 talenter, tar denne snabbt tillbaka sitt ord och säger att han själv är nästintill utblottad. Främlingarna blir förvånade över Lucius otacksamhet.
Tredje scenen En tredje tjänare ber Sempronius om pengar. Sempronius frågar om de andra vännernas bidrag, och får svaret att alla har nekat till att låna Timon pengarna. Sempronius vägrar också, eftersom han blev tillfrågad sist vilket han menar är en förolämpning.
Fjärde scenen Hemma hos Timon har tjänare till adelsmannens alla långivare kommit för att kräva pengarna tillbaka av honom. Flavius försöker förklara att det inte går, men tjänarna lyssnar inte. Själva förebrår de dock sina herrar för bristen på tacksamhet mot den generöse Timon. Timon kommer. Han får ett vredesutbrott och vrålar att de måste stycka upp hans kropp om de vill ha någon som helst lön för sina mödor.  Tjänarna förstår att Timon inte har några pengar alls. De lämnar huset.
Femte scenen Den rasande Timon ber Flavius att skicka inbjudningar till Lucullus, Lucius och Sempronius. Han ska hålla en sista stor bankett. Flavius förstår ingenting.
Sjätte scenen I senatorns hus håller general Alcibiades föredrag inför senatorerna. Han ber dem att skona en soldat som har begått ett dråp. När senatorerna vägrar blir han så upprörd att de till slut förvisar honom från Aten. Alcibiades svär att han ska hämnas genom att attackera staden med sina trupper.
Sjunde scenen Hemma hos Timon samlas hans vänner, nu övertygade om att den påstådda fattigdomen bara var ett sätt att testa deras lojalitet på. De hoppas att återigen få dyra gåvor. Övertäckta tallrikar förs in. Husets herre läser en satirisk bordsbön. När locken avlägsnas ser gästerna att det bara är stenar i ljummet vatten däri. Timon kastar vattnet i gästernas ansikten, och slänger tallrikarna efter dem. Han svär att han för alltid ska hata människosläktet, och gästerna flyr. Timon lämnar huset.

#### Akt IV

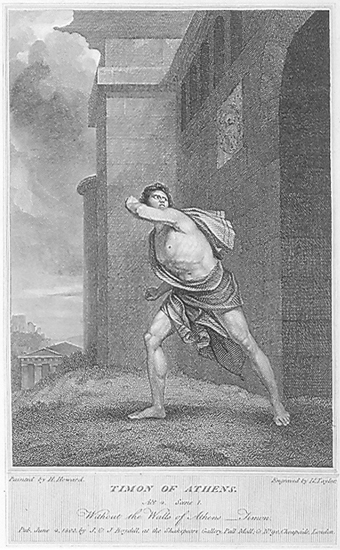
Timon tar avstånd från samhället (Illustration från 1803 till Shakespeare, Timon of Athens, akt IV, första scenen)

Första scenen Utanför Aten förbannar Timon staden och samhället. Han sliter av sig sina kläder för att leva i skogen som ett djur.
Andra scenen I Timons hus samlas husets tjänare. Flavius delar pengarna som han har kvar med dem, och talar sorgset om människors dårskap och det poänglösa i rikedom. Sedan lämnar han huset för att söka efter Timon, fast besluten att fortsätta tjäna honom.
Tredje scenen I en grotta i skogen talar Timon ilsket för sig själv om mänskligheten. När han söker efter mat (rötter) finner han guld som har placerats där av gudarna för att hjälpa honom. Alcibiades anländer med sina två älskarinnor, Phrynia och Timandra. Timon ger guldet till dem för att uppmuntra kvinnorna att smitta världen med könssjukdomar, och för att hjälpa Alcibiades med ödeläggandet av Aten. Han ber Alcibiades att vara brutal. Alcibiades och älskarinnorna går. Därnäst dyker Apemantus upp och erbjuder Timon mat. Timon vägrar att ta emot den. Apemantus säger att Timon nu är lika extrem i sin misantropi (människohat) som han tidigare var i sin generositet och filantropi (människokärlek). De två cynikerna talar med varandra om människosläktets olika brister, och börjar sedan att gräla.  Timon ber honom att berätta för Atens ädlingar att han har hittat guld. Apemantus ger sig iväg, och tre tjuvar anländer. De säger till Timon att ge dem guldet. Timon gör det eftersom han vill att tjuvarna fortsätter med sin kriminella verksamhet, men föreläsningen och guldet han ger dem har motsatt verkan. Tjuvarna blir fredsälskande människor och bestämmer sig för att lämna honom ifred. Flavius hittar Timon, som mår allt sämre. Timon blir rörd av hovmästarens lojalitet och säger att Flavius är den enda ärliga man som finns kvar i världen. Trots det skickar han bort sin tjänare och flyr återigen in i grottan.

#### Akt V
Första scenen Poeten och målaren har hört rykten om Timons guld och söker upp honom i skogen. De hoppas kunna få lika frikostigt betalt för sina gåvor som tidigare. Timon uppmuntrar och smickrar dem, för att sedan jaga bort tiggarna med slag och skällsord.
Andra scenen Till sist anländer Flavius med två senatorer som ber Timon återvända för att leda deras försvar mot Alcibiades styrkor. De säger att han ska få tillbaka sin rikedom och sin heder om han bara hjälper dem. Timon låtsas först att han går med på erbjudandet, men säger sedan att atenarna borde hänga sig för att undvika Alcibiades. Han säger också att han skriver på ett epitafium, en minnesskrift över sin framtida grav, och att han önskar bli begraven på stranden där tidvattnet sköljer över hans sista viloplats.
Tredje scenen I Aten får några senatorer höra att Alcibiades armé är på väg mot staden, och att Timon har vägrat att hjälpa dem med försvaret.
Fjärde scenen En soldat letar efter Timon för att överlämna ett meddelande från Alcibiades, men finner bara en grav. Eftersom han själv inte kan läsa skriver han av texten från Timons gravsten för att Alcibiades ska få veta vad som står.
Femte scenen En delegation av senatorer kapitulerar inför Alcibiades, som lovar att bara döda sina egna fiender och Timons falska vänner. Soldaten kommer med nyheten om Timons död och ger avskriften till sin befälhavare. Alcibiades läser högt upp dikten som Timon har skrivit på sin gravsten. Alcibiades sörjer sin vän. Han är ledsen över hur illa det var ställt med Timons sinnestilstånd innan han dog. Generalen säger till atenarna att de aldrig får glömma honom. Därefter träder han in i staden med löften om bestående fred.
Timons epitafium (gravskrift) i femte aktens fjärde scen lyder:
| ”                          | Here lies a wretched corpse, of wretched soul bereft; Seek not my name. A plague consume you wicked caitiffs left! Here lie I, Timon, who alive all living men did hate. Pass by, and curse thy fill; but pass, and stay not here thy gait. | „ |
| – Alcibiades, akt V scen 4 | |   |

I svensk tolkning:
| ”                           | En usel kropp, sin usla själ betagen! Sök ej mitt namn, pest slå er långa dagen. Här vilar Timon: släktets skräck han var. Förbanna, gå förbi – men bli ej kvar! | „ |
| – Översättning Åke Ohlmarks | |   |

## Analys

### Teman och motiv

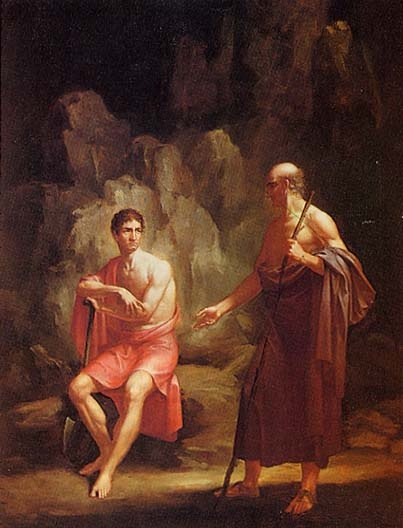
Timon av Aten, sista akten. Oljemålning av Charles Robert Leslie från 1812.

Shakespeares senare romantiska pjäser, även kallade sagospel, var varken tragedier eller komedier. Mest lämpligt är att betrakta dem som ett slags tragikomedier, barn av den genreblandning som var vanlig under barocken.
Även om Timon av Aten inte räknas till sagospelen, och dess sortering under gruppen problempjäser (genreupplösande i mindre skala) är långt ifrån självklart, delar den några centrala teman med dessa verk. Bland dem finns det tragikomiska, motsättningen mellan natur och kultur, och slutets budskap om försoning. Shakespearekännare som i texterna vill göra biografiska läsningar, det vill säga tolka författarens liv och utveckling utifrån det skrivna, ser ibland försoningstemat som en spegling av Shakespeares återfunna harmoni efter den livskris som tragedierna vittnar om.
Den svenske litteraturvetaren Kurt Aspelin har påpekat att dramat har en påfallande enhet i behandlingen av tema och symbolik.

#### Man kan inte köpa vänskap
Timon slösar stora summor på invånarna i Aten för att vinna och behålla deras vänskap. Men när pengarna tar slut överger hans så kallade vänner honom.
Ett genomgående tema är förhållandet mellan sken och verklighet. Redan i öppningsscenen uttrycks denna spänning i Timons uppträdande. Hans skämt och leenden uttrycker att han själv inte är medveten om sin verkliga situation. Långsamt inser åskådaren att Timon i själva verket är ruinerad. De hyllningar han är föremål för är villkorade. De varar så länge ryktet om hans rikedom varar. Den som i det längsta inte inser denna dubbelhet är Timon själv.
Människan uppvisar sin yta, men därunder gömmer sig ohederligheten. Avsnittet med poeten och målaren i första aktens första scen och femte aktens första scen visar hur den mondäna umgängeskonstens smicker, falska löften och snikenhet kläs i artiga fraser.

#### Hatet som dödlig sjukdom
Man får aldrig veta hur Timon dör i pjäsen. Möjligt är att orsaken finns inom honom – den brinnande avskyn han känner mot allt mänskligt tar kål på hans själ, och indirekt också hans kropp.
Sjukdomsbilderna är återkommande i dramat. De uttrycker inte bara staden Atens tillstånd, ofta är de kopplade till könssjukdomar och äckel. I slutet nedkallar Timon pest, feber och plågor över atenarna och hela människosläktet och förutspår den tid då djuren på nytt skall erövra herraväldet över världen.
I motsats till Timons önskan att förgöra staden Anten beslutar sig härföraren Alcibiades för att skona staden från plundring och död och istället visa nåd och förbarmande, detta trots att hans anfall mot Aten finansierats av Timons guld. Tillsammans med hovmästaren Flavius och de andra tjänarnas trohet och hederlighet är detta det enda positiva i stycket.

#### Pengar är av ondo
"Kärlek till pengar är en rot till allt ont", säger Bibeln. Timons vänner låtsas att de älskar honom, men det är pengarna de är förtjusta i. Girigheten lockar fram det värsta ur Timon och ur dem själva. Shakespeare nyttjade det pekuniära temat även i andra pjäser, bland annat i Köpmannen i Venedig ("Allt som glimmar guld ej är", står det i Carl August Hagbergs översättning på en lapp som Marocco får). I Kung Lear är drivkraften efter egendom och rikedom central. Drivkraften förbittrar Lear, precis som den gör med Timon. Liksom Lear är Timon offer för förställning och otacksamhet och liksom Lear förbannar han när hans ögon öppnas.
I Timon av Aten mäts allt i penningvärdet, inte minst icke materiella värden som kärlek, vänskap och trofasthet. Shakespeare följer inte bara tidsandans syn på guldets förbannelse i största allmänhet, utan gestaltar penningen som huvudfaktorn i ett system. Inom detta system perverteras människornas ideal. Gåvor kan föröka sig själva om de bara skänks till rätt person. Den gamle atenaren bjuder ut sin dotter på äktenskapsmarknaden mot ersättning i pengar. Juveleraren försöker öka värdet på sina ädelstenar med vackra ord. Handeln blir på en gång både den belönande och bestraffande gudomen.
J. C. Maxwell har påvisat hur Timon ger av sin rikedom fritt och generöst. Men därmed binder han till sig dem han ger gåvor. Bandet mellan människorna blir en relation av tvång under frihetens täckmantel. Den som tar emot gåvor framstår som en smickrare och parasit i en position av underdånighet. Följden blir att de människor som befinner sig i denna position också kan överge välgöraren utan samvetsbetänkligheter. Men Timon ser inte att han måste betala ränta för sin generositet och sina vänliga ord. Replikerna lånar begreppsapparat från börsens språk, språket är genomvävt av glosor från handelns område. Apemantus säger till Timon under slutet av bankettscenen (Akt I, scen 2): "Du ger så länge, räds jag, att du snart / På papperslappar skänker bort dig själv."
Det engelska ordet "bill" har den dubbla betydelsen växlar och hillebarder. Skuldsedlarna förvandlas till huggvapen som klyver kroppen. Själva universum beskrivs i termer av lån och ocker. Stölden blir den grundläggande drivkraften. Månen är solens låntagare. Solen är en tjuv som rövar havets vatten. Också månen är en tjuv som stjäl solens ljus.
Penningtemat gestaltas i ett intrikat metaformönster med natur, djuriskhet och ätande som bärande inslag. Begreppet natur är oftast negativt laddat. Människan är av naturen ond. Naturen är fientlig mot människan. Aten beskrivs som en skog av vilddjur som hugger varandra i strupen. Människorna beskrivs också som inställsamt krypande hundar. Bilderna kring ätandet uttrycker kannibalism, gästerna "doppar sin mat i en mans blod".
Besläktad med rikedomstemat är den marxistiska tolkning av Timon av Aten som  filosofen Karl Marx påbörjade 1844 (det råder dock osäkerhet om huruvida han någonsin avslutade sitt arbete). Det som väckte Marxs intresse för pjäsen var en passage i vilken Timon klandrar guldet för dess negativa effekter på människosläktet. Marx valde också att citera raderna i en fotnot i det första bandet av Kapitalet.
Passusen inleds när Timon hittar nedgrävt guld i skogen, och avslutas när han hör Alcibiades trupper komma närmare. Den lyder i sin helhet (IV:3):
| ”                              | Guld! Gult och glittrande och dyrbart guld? Nej gudar, jag svär inga eder fåfängt. Rötter, ni klara himlar! Av detta blir vitt svart, skönt fult, rätt orätt lågt ädelt, ungt till gammalt, fegt till tappert. I gudar, varför? Varför, gudar? Detta drar tjänare och präster från er sida, drar kudden undan hjältars huvuden. Den gula trälen knyter band och bryter dem lika lätt, välsignar var förbannad, gör spetälsk gubbe dyrkad, adlar tjuvar och ger dem titlar, knäfall, rang och säte på senatorers bänk. Ja, det är detta som ger bedagad änka nya giften; fast kurhus pack och folk med spetälsksår kräks när de ser henne; hon kryddas av det till ljuv april igen. Fördömda mull, allt mänskligts sköka, som kan hetsa upp mobb emot mobb. Jag ska få dig att göra din rätta plikt. | „ |
| – Översättning av Åke Ohlmarks | |   |

Även raderna dessförinnan kan sägas behandla en eventuell klasskampsproblematik. Timon klagar på samhällsordningen, i vilken den högre slår den lägre, och där "ty varje lyckans trappsteg / smörjs av det närmast under; lärda huvud / bugar för gyllne narrar".
Enligt en marxistisk analys kan man se dramat som en gestaltning av motsättningen mellan det gamla feodala samhällets ideal och den framväxande penningekonomin. Timon och hans tjänare, liksom krigsherren Alcibiades, står för de gamla dygderna trohet och ära, medan de falska vännerna och kreditgivarna står för det nya som mäter allt i pengar. I pjäsen framställs hur det ordnade samhället upplöses i kaos.

### Stildrag

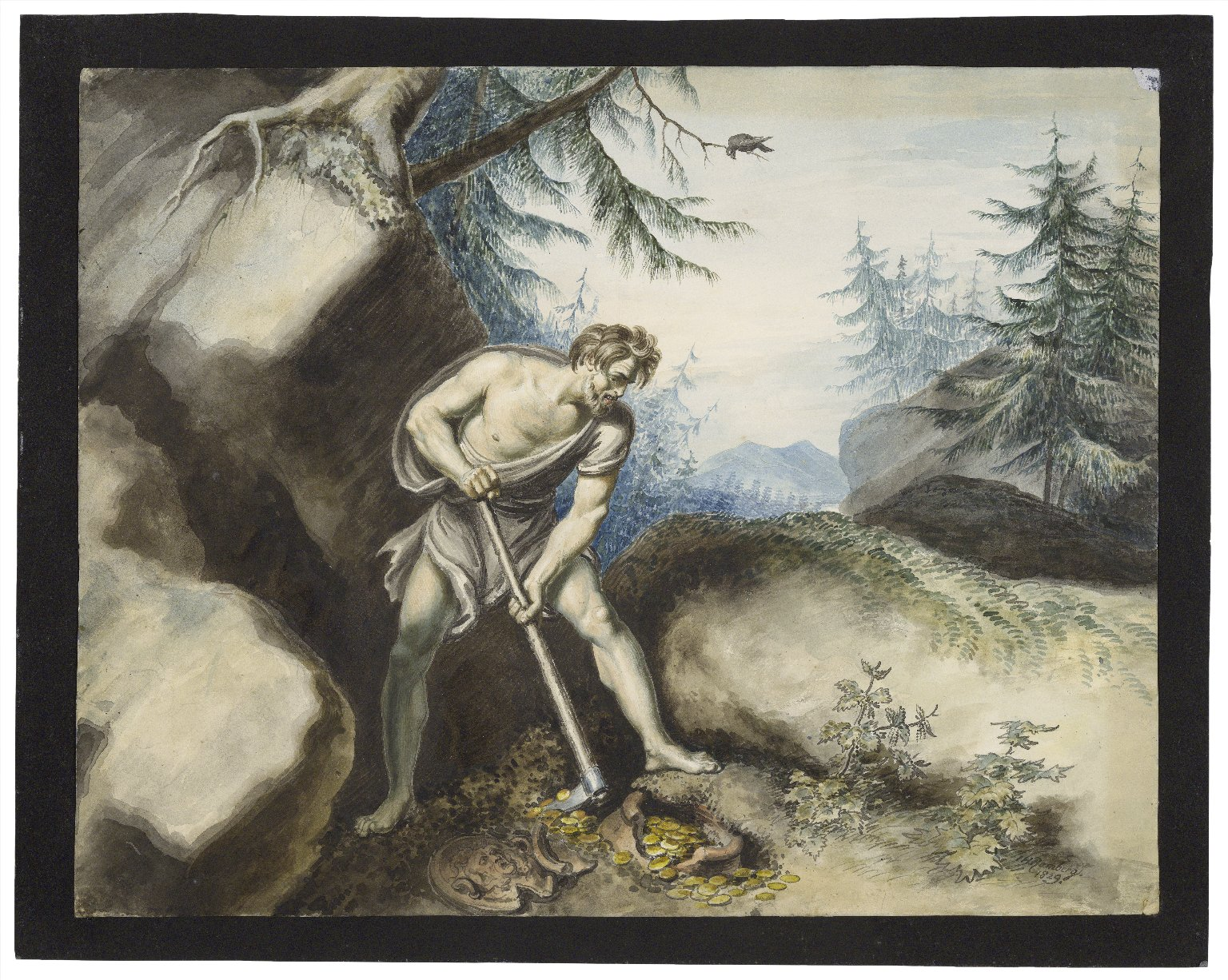
Timon hittar guldskatten. Akvarell av Johann Heinrich Ramberg från 1829.

Timon av Aten är inte en enhetlig berättelse. Den är uppbyggd av löst hängande tablåer. Detta gör att den skiljer sig från traditionella dramer. Den består av två väl avskilda delar. De första tre akterna skildrar Timons fall, de två sista hans smädelser mot mänskligheten fram till hans död utanför Aten.
Dessa stilistiska särdrag har gjort att pjäsen mer har uppmärksammats för sin anslående poesi än för sin dramatiska uppbyggnad, någonting den har gemensamt med sagospelen. Timons vision om en tidvattenvåg som sköljer över hans grav ger närmast religiösa övertoner, unikt nog kombinerad med en cynisk inställning till människosläktet, vilket Timon ger uttryck för i femte aktens första scen:
| ”                              | Kom inte hit mer! Hälsa Aten att Timon byggt sitt hus för evigheten på stranden av det salta havets vik där floden sköljer den en gång om dagen med svall och dyning. Dit kan ni få komma och låta ert orakel bli min gravsten. | „ |
| – Översättning av Åke Ohlmarks | |   |

#### Genre
Oftast sällar man Timon av Aten till tragedierna. Viss opposition mot det har dock väckts av sådana som hellre vill se verket bland författarens problempjäser (även kallade problemkomedier eller svarta komedier; problem comedies respektive dark comedies), i vilka Shakespeare tenderade att blanda element från genrerna komedi och tragedi, en metod som nådde sin kulmen i sagospelen. Anledningen är den anda av försoning som finns i pjäsens slut samt den bitvis mycket kraftiga sociala satiren, vilka hör komedigenren till. De andra pjäserna som brukar räknas till problempjäserna är Lika för lika, Slutet gott, allting gott och Troilus och Cressida.
Att berättelsen till sin grund är tragisk går dock inte att bortse ifrån. Protagonisten Timon står upphöjd över sina medmänniskor av sin godhet och generositet, och detta leder slutligen till hans fall. Med Timon porträtterar Shakespeare en klassiskt komisk figur - självgod, rigid och utan självinsikt - i rollen av en tragisk Sofokles-hjälte. Shakespeare tycks experimentera med anagnorisis, som Aristoteles definierade som när man känner igen en vän i en fiende eller en fiende i en vän. Timon missförstår både vänner och fiender. Han inbillar sig först att alla atenare är hans innerliga vänner för att senare smäda alla i naiv misantropi.

#### Dramatisk uppbyggnad
De första tre akterna har en mer traditionell dramatisk uppbyggnad med exposition, upptrappning, dramatisk ironi och peripeti. De två sista akterna är mer uppbyggda av tablåer där rollerna passerar som i en parad utan att ingripa i Timons öde. De båda delarna balanserar varandra symmetriskt som i en spegelvändningens dramaturgi. I andra delen uppträder samma människor som i första delen, men i omvänd ordning.
I dramats exposition uppträder Timons vänner som en kör. Deras avsikter framstår på ett ironiskt vis som falska. Sanningssägaren Apemantus varnar Timon men denne slår dövörat till. Apemantus är styckets resonör som kommenterar skeendet och som i flera andra av Shakespeare's pjäser strör resonören giftigheter kring sig. Redan i första scenen förebådar han Timons förvandling från generös mecenat till misantrop när han liknar människosläktet vid babianer och apor. I den följande bankettscenen fördjupas problematiken. Apemantus sanningar framstår som oförskämdheter. En spricka öppnas i Timons fasad då det står klart att han inte har täckning för sin generositet. I andra akten trappas dramatiken upp. Långivarna kommer till insikt att Timon inte har täckning för sina utgifter och Timon börjar långsamt ana att han varit naiv.  Med avskalad form och energisk rytm ges prov på penningens dramatik. I tredje akten stegras konflikten mellan Timon och långivarna. Här är tretalet extra tydligt. Tre tjänare ber tre falska vänner om kredit, tre främlingar kommenterar sveket mot Timon. Härifrån finns ingen återvändo för Timon, han når point of no return. Här följer domstolsscenen som framstår som löst påhängd på handlingen. Krigsherren Alcibiades försvarar en till döden dömd krigare men blir själv dömd till landsförvisning. Detta är inte förberett på något annat vis än att Alcibiades varit en av gästerna i Timons hus.
Andra delen kännetecknas av ett lyriskt stämningsläge och handlingen drivs inte framåt av händelsernas egen logik och viljornas kollision. Tyngdpunkten ligger på Timons två stora monologer där han ger uttryck för sitt människohat. Alcibiades krigståg mot Aten för att hämnas blir en parallell till Timons misantropi. Mot slutet blir Timons konturer vagare, som om Shakespeare tappat intresset, och hans död är inte underbyggd av hans handlingar.

##### Peripeti
Ett dramas peripeti kan beskrivas som dess klimax eller vändpunkt. Det är passagen i pjäsen där allting ställs på sin spets. Efter peripetin vänder berättelsen antingen till det sämre eller till det bättre för pjäsens huvudpersoner. I Timon av Aten, som är en tragedi, går det nedåt. Det är rimligt att anta att peripetin i Timon av Aten finns i den sista scenen i akt III, låtsasbanketten i Timons hus (slutsatsen styrks av att peripetier ofta är belägna i verkens mitt). På låtsasbanketten står det klart för oss och Timon vilka genomfalska vänner han har. Han driver bort dem, och tar avstånd från människorna med repliken: "Brinn ner, mitt hus, och fall, Aten! Ty vet: / nu hatar Timon män och mänsklighet" (Åke Ohlmarks översättning). Efter det finns ingen återvändo, och processen har påbörjats som slutligen leder till hans undergång.

#### Satirisk underton
Timon av Aten har tolkats som en nidskrift riktad mot den slösaktiga kungen Jakob I av England (1566–1625). Han regerade mellan 1603 och 1625. Kungens förkärlek till lyx grävde stora hål i riksfinanserna, och hans relation till det engelska parlamentet blev därför konfliktfylld.  Kungens rådgivare Robert Cecil (som skulle komma att bli den förste earlen av Salisbury 1605) lyckades emellertid hålla statskassan från att helt förslösas under krisåren.

### Kritik

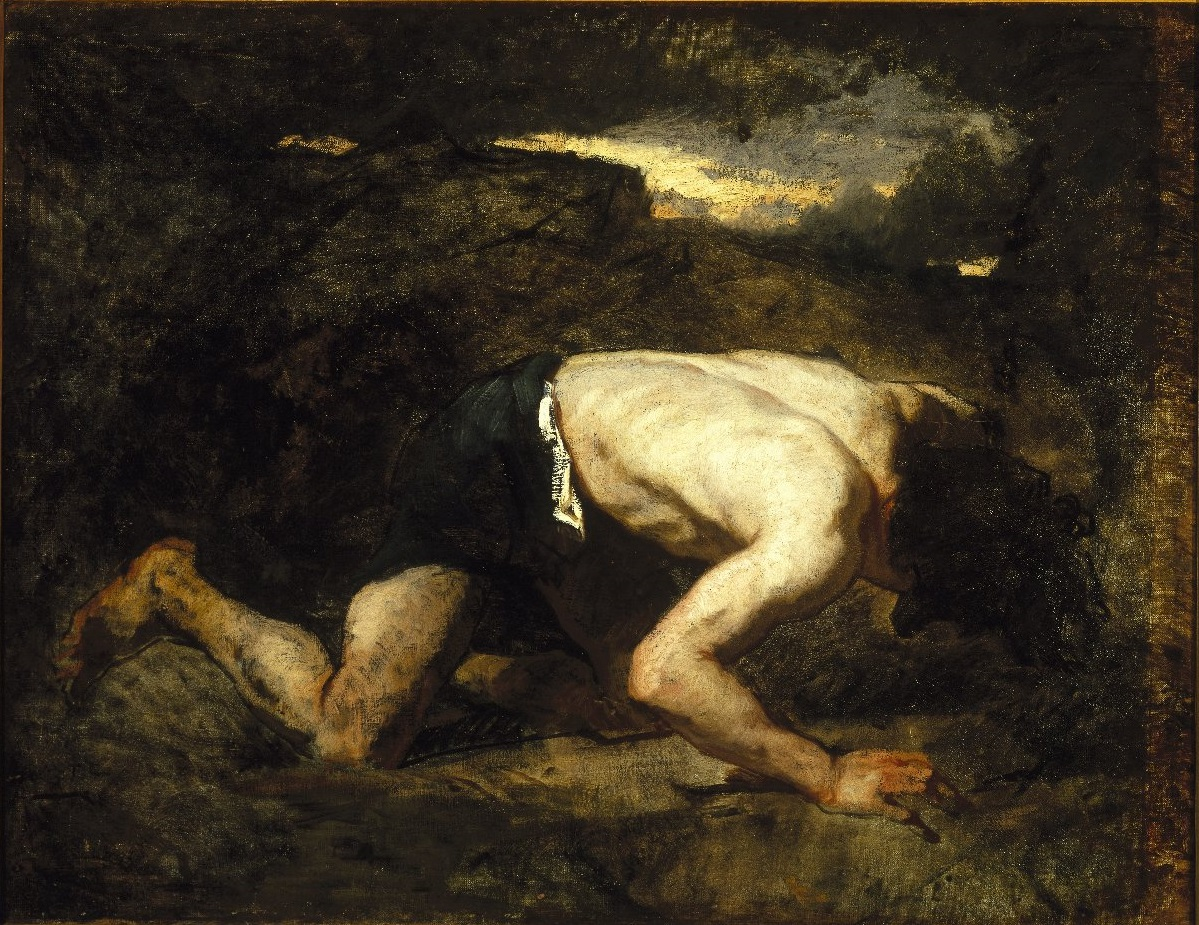
Timon i vildmarken, målning av Thomas Couture från mellan 1885 och 1889.

Mycket tankemöda bland akademiker har ägnats åt Timon av Atens okonventionella utformning. I pjäsen finns flera mindre underbyggda svängningar, bland annat scenen då Alcibiades till ingen nytta försöker försvara en soldat som gjort sig skyldig till dråp (akt III, sjätte scenen). Dessutom finns en hel del inkonsekvenser ifråga om kronologi och vad olika personer kallas, men det är vanligt i många andra Shakespearepjäser. Därför beskrivs pjäsen ofta som oavslutad, möjligen skriven av flera personer, och/eller experimentell.

#### Experiment
Till dem som framhållit pjäsens experimentella karaktär hör Una Ellis-Fermor 1942, som menade att skälet till att Shakespeare inte skall ha avslutat den är just att den var avsedd som ett experiment med formen. Hon fick medhåll av den brittiske Shakespeareforskaren E.A.J. Honigmann som 1961 ville se Timon från Aten som ett experiment i intellektuella abstraktioner. 1966 sammanförde den brittiska Shakespeareexperten M.C. Bradbrook Timon från Aten med Troilus och Cressida. Hon menade att pjäsens första del var en sammansmältning mellan en gammaldags moralitet och en bitter komedi, medan den andra delen är helt annorlunda. Den andra delen skulle vara gestaltad mot kosmisk bakgrund och följa solståndets bana mot vinter, mörker och död. Hon menar att detta pekar mot att pjäsen skulle vara skriven för inomhusteatern Blackfriars Theatre med en mer sofistikerad publik än utomhusteatrarna. Timon från Aten skulle alltså enligt henne höra till författarens senare produktion.

#### Moraliskt budskap
Litteraturkritikern och poeten Samuel Johnson, som var verksam på 1700-talet, uppskattade pjäsen för dess moraliska budskap om att inte lita till falska vänner. Många andra har tyckt att pjäsen ur just den aspekten är övertydlig och grov. Även Johnson höll med om att strukturen var bristfällig. Litteraturkritiken William Hazlitt (1778-1830) var en annan som uppskattade pjäsen. Det han fäste sig vid var pjäsens känslosamhet.
Författaren och kritikern Samuel Taylor Coleridge, som var verksam mot slutet av 1700-talet och början av 1800-talet, menade att pjäsen var skriven som en efterdyning till Kung Lear och kunde ses som en satirisk och vardaglig variant av svekets tema. Han har ofta blivit citerad på den punkten.

#### Marxistisk tolkning
De som anlagt en positiv syn på pjäsen har framförallt tagit fasta på lysande enskildheter. Till exempel Karl Marx var förtjust i Timons brandtal mot guld (akt IV scen 3) Han gjorde 1844 en analys av pjäsens bild av kapitalistisk ekonomi, något som gått igen i moderna scentolkningar. Marx tyckte sig se exemplifieringar av sin egen och Friedrich Hegels dialektiska metod i Timons tal om hur guldet bryter upp det som hör samman och löder ihop sådant som är oförenligt i ovannämnda scen. Marx fäste sig även vid bland annat andra aktens första scen där det talas om hur gåvor kan föröka sig själva, bara de skänks till rätt person.
I Marx efterföljd har J.C. Maxwell, som editerade en Shakespeareutgåva 1957, påpekat hur texten spelar på motsatsen mellan fri och bunden. John W. Draper visade i en studie 1934 hur pjäsen återspeglar hur förmögenheter omfördelades i den härskande klassen omkring sekelskiftet 1600, från den gamla feodala eliten till nyrika köpmän. Han diskuterade hur det gamla ridderlighetsidealet dukade under av den framväxande penningekonomin. Liknande tankegångar gav E.C Pettet uttryck för i en uppsats 1947 där han behandlade hur penningtemat hänger ihop med pjäsens sjukdoms- och penningtema. I en annan uppsats 1965 framhöll G.R. Waggoner 1967 hur det var tydligt hur Shakespeare vände sig till en publik som omfattade det gamla ridderlighetsidealet.

#### Oavslutat verk
En hel del av diskussionen kring Timon av Aten har handlat om intrycket av ofärdighet och tafatthet. Omkring sekelskiftet 1900 blev det populärt att göra biografiska tolkningar av pjäserna och läsa in Shakespeares privatliv. Perioden då han först skrev sina stora tragedier och sedan gled över till att skriva problempjäser, ansågs präglad av en personlig kris, som fick sin lösning då han började skriva sagospel med lyckliga slut. Journalisten Frank Harris (1856-1931) var upphov till en teori om att Timon av Aten skulle vara en högljudd gestaltning av lidande. Teorin formulerades i Shakespeare the Man 1909. Shakespeareexperten Edmund K. Chambers (1866-1954) höll med och menade att författaren drabbats av ett nervöst sammanbrott medan han skrev och därför aldrig blev färdig.

#### Biografisk tolkning
Till de som tolkat pjäsen biografiskt hör den danske litteraturkritikern Georg Brandes i sin Shakespearebiografi 1895-96. Brandes var påverkad av Friedrich Nietzsches syn på att det råder en entydig relation mellan författaren och dennes verk. Brandes menade att eftersom grundsynen i pjäsen var pessimistisk så måste den ha skrivits under en depression. Lika förbehållslös var inte den amerikanske poeten och kritikern Mark Van Doren i sin Shakespearestudie 1939. Även den engelska litteraturkritikern Caroline Spurgeon hade som syfte med sin undersökning av metaforerna i dramat 1953 att ringa in mannen bakom verket.

#### Modern forskning
Modern forskning har jämfört Timon av Aten med andra Shakespearepjäser. Man har funnit likheter inte bara med problempjäserna utan även med sagospelen och den sträva Coriolanus. Timons lyriska utvikning om tidvattenvågen över hans grav tycks peka mot sagospelen. I Coriolanus belägrar huvudpersonen sin egen stad på samma vis som Alcibiades gör i Timon från Aten. Coriolanus vägran att följa omgivningens normer påminner om Timons utveckling från filantropi till misantropi. Genom att analysera bildspråket påvisade Caroline Spurgeon och den tyske Shakespeareforskaren Wolfgang Clemen var för sig om dramats nära band till Kung Lear. Den brittiske Shakespeareforskaren Clifford Leech såg 1950 Timon från Aten som en upptakt till sagospelen, medan Oscar James Campbell 1943 försökte definiera pjäsen som en "tragisk satir". Willard Farnham ville 1950 föra samman Timon från Aten med tragedierna Macbeth, Antonius och Cleopatra och Coriolanus.

#### Kuriosa
En entusiastisk försvarare av pjäsens kvaliteter var litteraturvetaren G. Wilson Knight (1897-1985). Han ansåg att pjäsen i själva verket var en imponerande prestation. På sina föreläsningar brukade han recitera Timons tal om självvald exil (akt IV scen 1). Varpå han klädde av sig precis som huvudpersonen gör. Den svenske litteraturvetaren Kurt Aspelin avfärdar Knights idealistiska läsning som bisarr.

## Översättningar till svenska
Timon från Aten finns i fyra tryckta översättningar till svenska. Carl August Hagbergs översättning kom 1849 med titeln Timon af Athen och den ingick i Shakspere's dramatiska arbeten. Bd 7. 1931 kom nästa översättning, Timon av Athen av Per Hallström ingående i Shakespeares dramatiska arbeten. Sorgespel, Bd 4. 1969 kom två ytterligare översättningar, båda med den nya titeln Timon från Aten. Göran O. Erikssons översättning var en beställning från Göteborgs stadsteater, Åke Ohlmarks ingick i samlingsvolymen Tragedier.

## Uppsättningar
Det finns inga bevarade källor som visar att Timon av Aten spelades under Shakespeares levnadstid. Den har alltid varit en av Shakespeares minst spelade pjäser. Stycket anses ofta svårhanterligt.

### Från restaurationen till slutet av 1700-talet
Under och efter restaurationen i England "förbättrades" Shakespeares pjäser slentrianmässigt. 1678 gjorde den brittiske dramatikern Thomas Shadwell en uppsättning av pjäsen,The History of Timon of Athens, The Man-Hater. Shadwells populariserade pjäsen genom att lägga till en kärlekshistoria i texten. Detta genom att ge Timon en lojal älskarinna, Evandra, och en otrogen fästmö, Melinda. Med skådespelaren Thomas Betterton som Timon i de första föreställningarna och med scenmusik av barockkompositören Henry Purcell blev stycket relativt populärt och spelades regelbundet fram till 1745. Shadwell vulgariserade, privatiserade och sentimentaliserade Timons problem och frångick därmed Shakespeares grundläggande tema om penningens funktion och makt. Shadwell lade sig samtidigt närmare de antika källorna, men han gjorde även stoffet lättare spelbart.
Första gången Shakespeares originaltext spelades  efter hans livstid var 1761 i Dublin i Irland, men det blev en engångsföreteelse. I Storbritannien fortsatte man spela adaptioner.
Dramatikern Richard Cumberland (1732–1811) höll 1771 i tyglarna, och befriade Timon från sina rivaliserande flickvänner. Istället tillade han den dygdiga dottern Evanthe, vars kärleksintrig med Alcibiades och Lucius fyllde ut berättelsen.
Spranger Barry, den "silvertungade" irländske skådespelaren, spelade Timon i en påkostad produktion som brittiske teaterchefen David Garrick satte upp på Drury Lane Theatre i London, men den varade bara i elva föreställningar.

### 1800-talet
Författaren George Lamb (1784–1834) försökte restaurera Shakespeares text till originalversionen, men han bevarade några av Cumberlands ändringar i slutscenerna och strök Alcibiades två älskarinnor. Resultatet blev en Timon av Aten med bara manliga rollfigurer. Pjäsen blev lyckad i den nya tappningen tack vare skådespelaren Edmund Keans passionerade prestation i titelrollen.
Skådespelaren Samuel Phelps (1804–1878) gjorde en uppskattad Timon 1851, i den första oförändrade versionen av pjäsen på brittisk mark. Teaterledaren Frank Benson som var en av sin tids stora Shakespeare-entusiaster omstrukturerade pjäsen från fem akter till tre i en version på Sadler's Wells Theatre i London 1892.

### 1900-talet
Brittiske teaterdirektören Nugent Moncks (1877–1958) version som spelades 1935 är framförallt ihågkommen för att den då 21 år gamle kompositören Benjamin Britten komponerade musiken. I Barry Jacksons (1879–1961) uppsättning 1947 utspelades pjäsens andra halva i en bombkrater.
1956 satte Michael Benthall upp pjäsen på Old Vic i London med Ralph Richardson i titelrollen, en uppsättning som väckte viss uppmärksamhet. 1961 regisserade Gabriel Monnet pjäsen på Comédie de Bourges i staden Bourges i Frankrike, en uppsättning som fick högaktingsfulla men föga enstusiastiska recensioner. Samma år regisserades pjäsen även av Fritz Kortner på Münchner Kammarspiele. 1963 regisserade Heinrich Vogt Timon i Leipzig i dåvarande Östtyskland inspirerad av Karl Marx analys av pjäsen. 1963 spelades den även i Ontario i Kanada i en uppsättning signerad Michael Langham och med musik av Duke Ellington. 1965 spelades den av Royal Shakespeare Company i Stratford-upon-Avon i regi av John Schlesinger och med Paul Scofield i titelrollen. I denna föreställning framställdes inte Timon som generös, istället köper han sina vänner och begär ränta.
Regissören Peter Brook iscensatte en adaption av pjäsen i Paris 1974, med ett radikalt val av spelplats: Ett förfallet hyreshus i ett av Paris arbetardistrikt.

### 2000-talet
År 2000 spelade skådespelaren Michael Pennington (1943–) Timon med framgång hos Royal Shakespeare Company. 2011 sattes pjäsen upp av Jon Ciccarelli med Hudson Shakespeare Company i New Jersey och förlade handlingen till det glada 20-talet med Timon som en Den store Gatsby-figur. 2012 regisserade Nicholas Hytner Timon av Aten på Royal National Theatre i London med handlingen förlagd till London som nutida finanscenter med skandaler och bedrägerier.

### Uppsättningar i Sverige

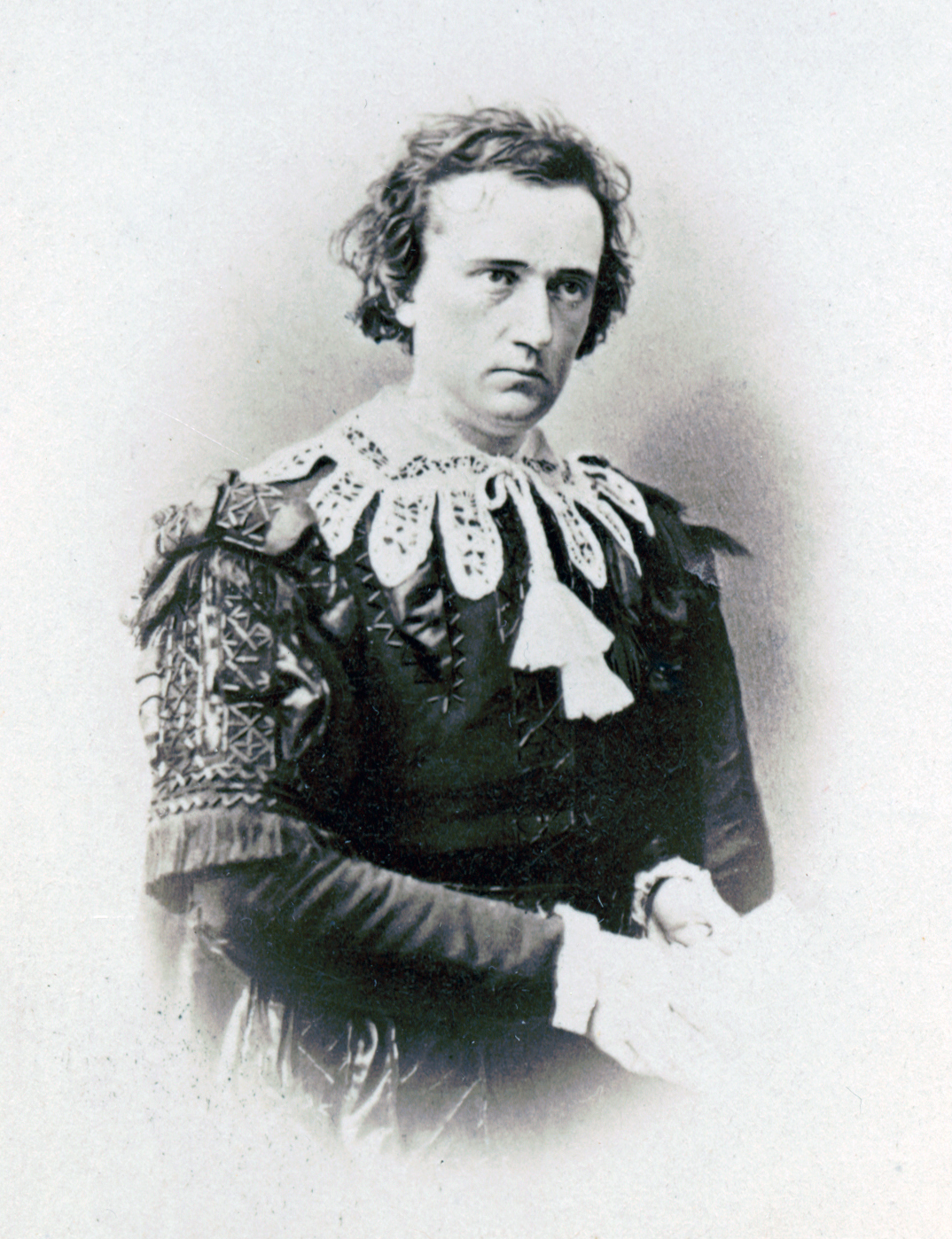
Den svenske skådespelaren Edvard Swartz (1826–1897) spelade många Shakespeare-roller, däribland den som Timon av Aten.

I Sverige har Timon av Aten uppförts två gånger. Skådespelaren Edvard Swartz spelade huvudrollen i Carl August Hagbergs översättning 1866 på Gustav III:s opera i Stockholm som vid denna tid härbärgerade Kungliga Dramatiska Teatern. Premiären ägde rum 11 maj 1866. Mottagandet i pressen var positivt och med stor respekt. Uppsättningen regisserades av Ludvig Josephson, en av Sveriges första moderna regissörer. Särskilt för Axel Elmlund som Alkibiades var framträdandet en framgång.
1969 spelades pjäsen under titeln Timon från Aten på Göteborgs stadsteater i en nyöversättning av Göran O. Eriksson. Uppsättningen regisserades av Ralf Långbacka, Timon spelades av Rune Turesson och dessutom medverkade bland andra Sven Wollter och Karl-Magnus Thulstrup.Uppsättningen spelades 32 föreställningar och sågs av 12 777 personer.

## Filmatiseringar
- 1976 Timon von Athen, regi Oswald Döpke (TV)
- 1981 regi Jonathan Miller (TV)
- 2009 regi Michael Shaw Fisher
- 2012 National Theatre Live: Timon of Athens (filmatisering av National Theatres föreställning)